# Єсле
Єсле (рум. Iesle) — село у повіті Сучава в Румунії. Входить до складу комуни Мелінь.
Село розташоване на відстані 320 км на північ від Бухареста, 45 км на південний захід від Сучави, 128 км на захід від Ясс.